# Więzienie Doftana

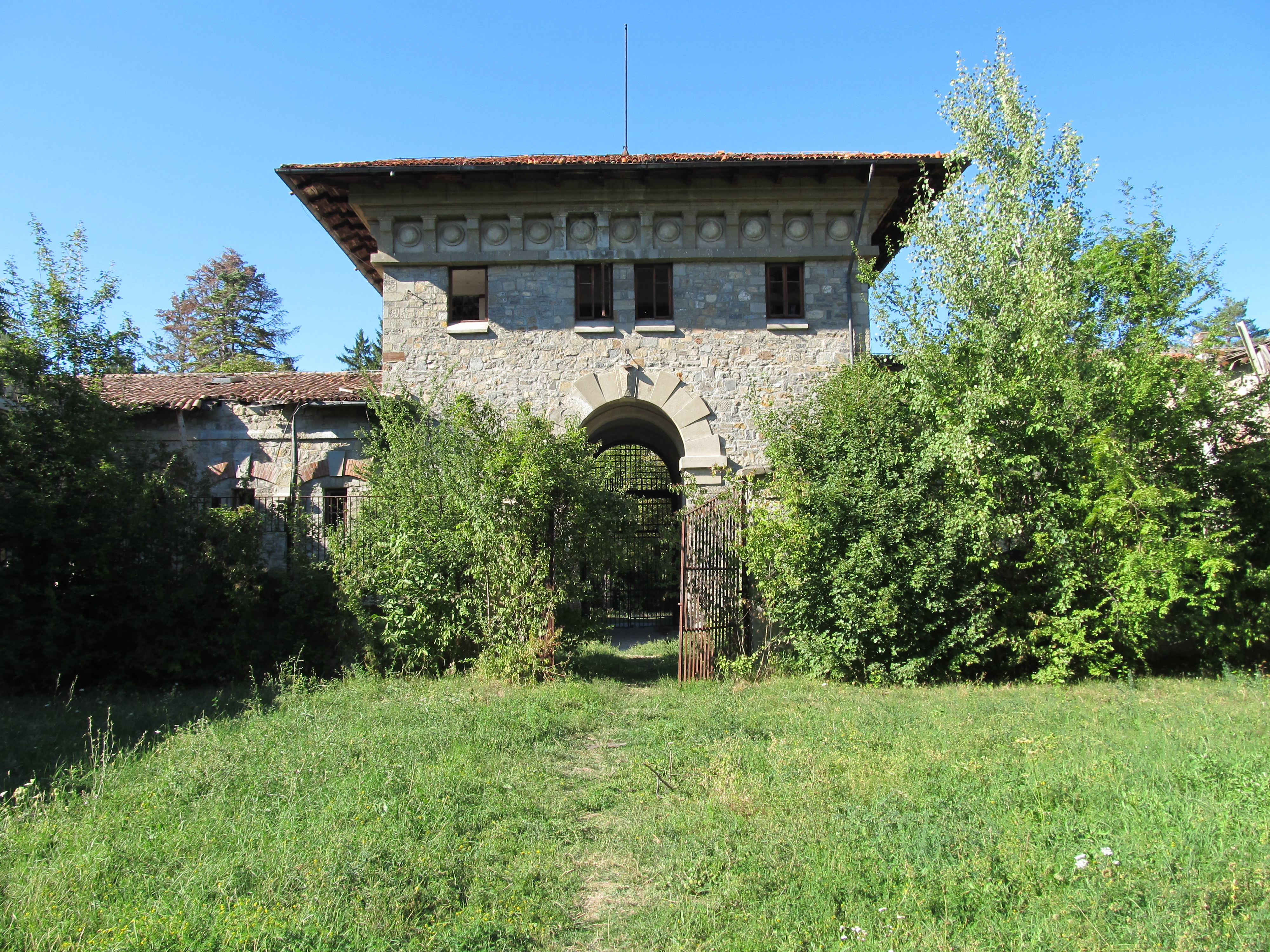
Doftana współcześnie

Więzienie Doftana wybudowano w 1895, w Rumunii. Czasem określano je mianem „rumuńskiej Bastylii”. W latach czterdziestych dwudziestego wieku używane było do przetrzymywania więźniów politycznych. Znajduje się niedaleko wsi Doftana w okręgu Prahova.
W czasach komunistycznych zamieniono je ostatecznie w muzeum, które od tego czasu opustoszało i popadło w ruinę. Obecnie kompleks ten używany jest jako teren do gry w paintball.

## Znani więźniowie
- Gheorghe Apostol
- Emil Bodnăraș
- Nicolae Ceaușescu
- Corneliu Zelea Codreanu
- Ștefan Foriș
- Gheorghe Gheorghiu-Dej
- Max Goldstein
- Alexandru Moghioroș
- Gheorghe Pintilie
- Grigore Preoteasa
- Horia Sima
- Richard Wurmbrand